# 福井鉄道10形電車
福井鉄道10形電車（ふくいてつどう10がたでんしゃ）は、1925年（大正14年）に登場した福井鉄道の電車である。1987年（昭和62年）までに全車両が廃車された。

## 概要
1925年（大正14年）5月、輸送力増強用にデハ1形の付随車として2両が日本車輌製造にて新製された。尚、登場当時の形式称号はフハ1形であり、1930年（昭和5年）1月には電装化されフハ1はデハ6、フハ2はデハ7に改称された。さらに、福井鉄道発足後の1947年（昭和22年）に形式称号をモハ10形に改められた。

## 登場から廃車まで
デハ1形とよく似たデザインの木造付随車として登場。電装化後は三菱製HL制御器を取り付け、ブレーキもSMEに変更された。台車はブリル27MCB-2を使用しており、主電動機はゼネラル・エレクトリック製GE-269Cを装備していた。
1933年（昭和8年）、福井市内線が開通するとデハ1形同様、1段の手動ステップが取り付けられた。
1948年（昭和23年）6月28日、福井地震によりモハ11が被災し、車体が焼失。その後、同年12月に広瀬車両にて半鋼製車体を新製し、主電動機は三菱MB104-Aに、台車はTR14の改造品に換装された。
一方、被災しなかったモハ12は外板の鋼板化や前面窓のHゴム化改造程度にとどまった。その結果、同一形式車両であるにもかかわらず、全く異なる車両となっていた。
鯖浦線が廃止になった1973年（昭和48年）に、モハ12が廃車された。一方、TK-4Dドアエンジンを装備し自動扉化されたモハ11は1987年（昭和62年）まで活躍した。